# 2 + 2 = 5 (пісня Radiohead)
2 + 2 = 5 — пісня англійського рок-гурту Radiohead, випущена як третій і останній сингл з їхнього шостого студійного альбому Hail to the Thief. Вона досягла другого місця в Canadian Singles Chart, 12 місця в Italian Singles Chart і 15 місця в UK Singles Chart. Також трек увійшов до компіляції Radiohead: The Best Of (2008).

## Запис
«2 + 2 = 5» — це рок-пісня, яка розвивається до гучної кульмінації. Запис проходив у 2002 році на студії Ocean Way Recording у Голлівуді, Лос-Анджелес, з продюсером Найджелом Ґодрічем. Вона була записана як студійний тест і закінчена за дві години.

## Назва
Назва є відсиланням до гасла «два плюс два дорівнює п'ять» з роману-антиутопії «Дев'ятнадцять вісімдесят чотири» Джорджа Орвелла 1949 року. Альтернативна назва пісні, «The Lukewarm», відсилає до «Пекла» Данте, в якому «теплі» — це ті, хто перебуває в пеклі, хто не зробив нічого поганого, але не протистояв злодіянням.

## Трек-лист
UK CD1
1. «2 + 2 = 5» — 3:21
2. «Remyxomatosis» (Cristian Vogel RMX) — 5:07
3. «There There» (first demo) — 7:43

UK CD2
1. «2 + 2 = 5» — 3:21
2. «Skttrbrain» (Four Tet remix) — 4:26
3. «I Will» (Los Angeles version) — 2:14

UK DVD single
1. «2 + 2 = 5» — 3:21
2. «Sit Down Stand Up» (Ed Holdsworth's video)
3. «The Most Gigantic Lying Mouth of All Time» (excerpt)

## Персоналії
Radiohead
- Том Йорк
- Джонні Ґрінвуд
- Колін Ґрінвуд
- Ед О'Браєн
- Філ Селвей

Додатково
- Найджел Ґодріч — продюсування
- Даррелл Торп — звукоінженер
- Стенлі Донвуд — дизайн